# Spilosmylus fraternus
Spilosmylus fraternus is een insect uit de familie watergaasvliegen (Osmylidae), die tot de orde netvleugeligen (Neuroptera) behoort. 
Spilosmylus fraternus is voor het eerst wetenschappelijk beschreven door Banks in 1931. De soort komt voor in Sabah.